# Nasusina
Nasusina is een geslacht van vlinders van de familie spanners (Geometridae), uit de onderfamilie Larentiinae.

## Soorten
- N. inferior Hulst, 1896
- N. mendicata Barnes & McDunnough, 1918
- N. minuta Hulst, 1896
- N. vaporata Pearsall, 1912